# كلوب-متة
كلوب-متة (بالإنجليزية: Club-Mate)‏ هو مشروب غازي يحتوي على الكافيين وخلاصة المتة المصنعة من البراوري لوشر قرب المقاطعة البافارية مونستاينك في ألمانيا، ويعود تصنيع المشروب إلى سنة 1924. مقارنة بمشروبات الطاقة الأخرى، مشروب المتة يحتوي على كمية هامة من الكافيين (تتراوح بين 20 ملغ و 100 ملغ) وقليل من السكر (50 غ) وسعرات حرارية قليلة جدا (20س لل 100 مل).
يباع مشروب المتة في قوارير 0.33 صل و 0.5 صل مند سنة 2005.

## التركيب
- ماء
- سكر
- سكر
- خلاصة المتة
- حمض الليمون
- كافيين
- منكهات طبيعية
- حمض الكربونيك
- كراميل